# Internationale Walter Benjamin Gesellschaft

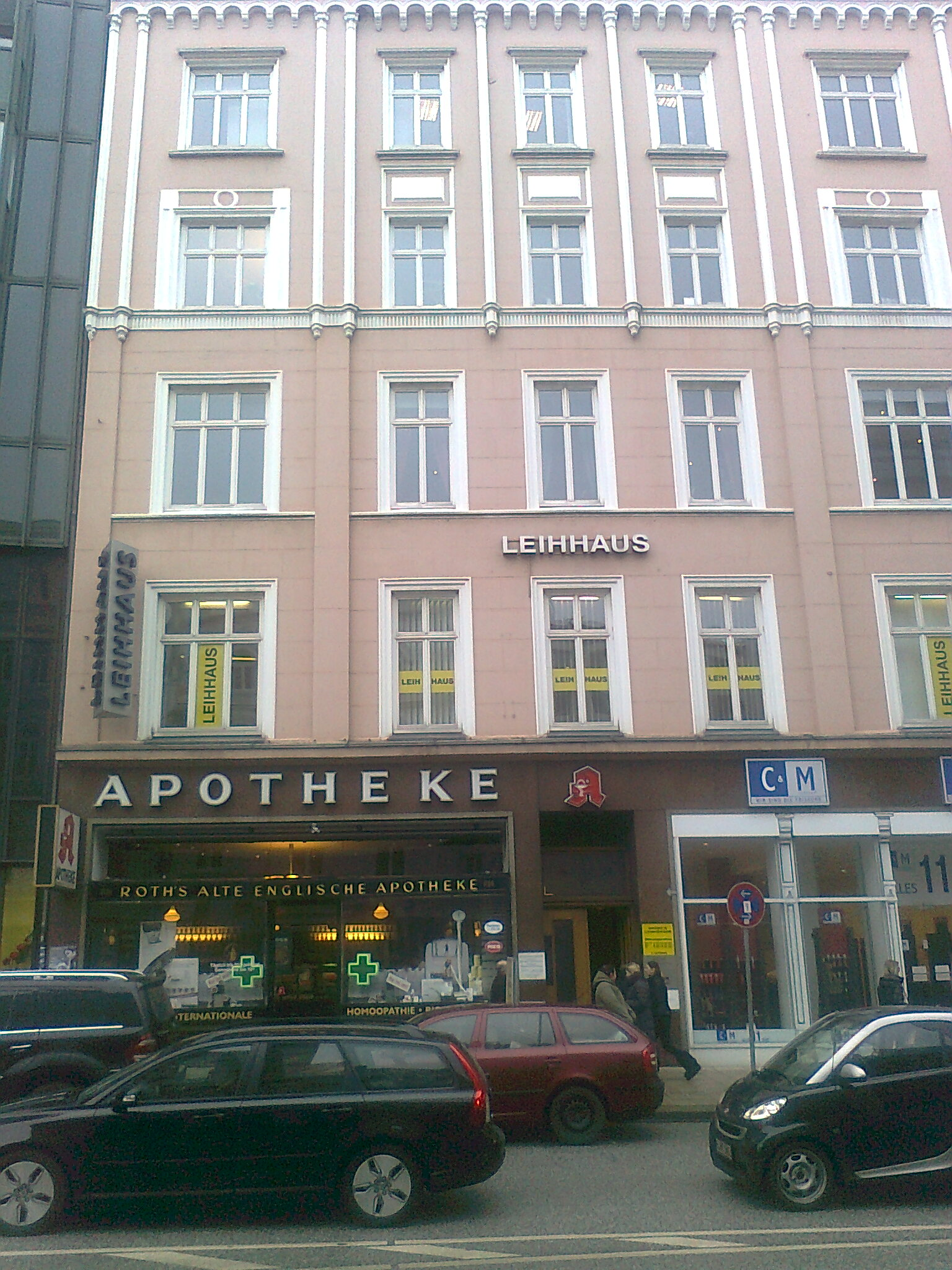
Site de la première Société internationale Walter Benjamin, Jungfernstieg No 48, Hambourg.

La première Internationale Walter Benjamin Gesellschaft [ɡəˈzɛlʃaft] (généralement traduite par "communauté" ou "société"), comprise ici comme "commune", fut une fondation au sein de la 68er-Bewegung en Hambourg, à l'époque où la Contreculture a atteint les étudiants européens.

## Formation
Fondé par Natias Neutert en 1968 et soutenu par Hubert Fichte et d'autres mécènes culturels, l'institut a fonctionné jusqu'à fin 1973.

## Objectifs
L'institut cherchait à intensifier la connaissance des œuvres de Walter Benjamin. Un objectif important de la société était de propager et de promouvoir Benjamin à un prototype global de théorie du changement révolutionnaire tel que Marx.
Un autre objectif important était de combiner les idées élitistes de Benjamin avec le phénomène de masse de la Musique pop,.

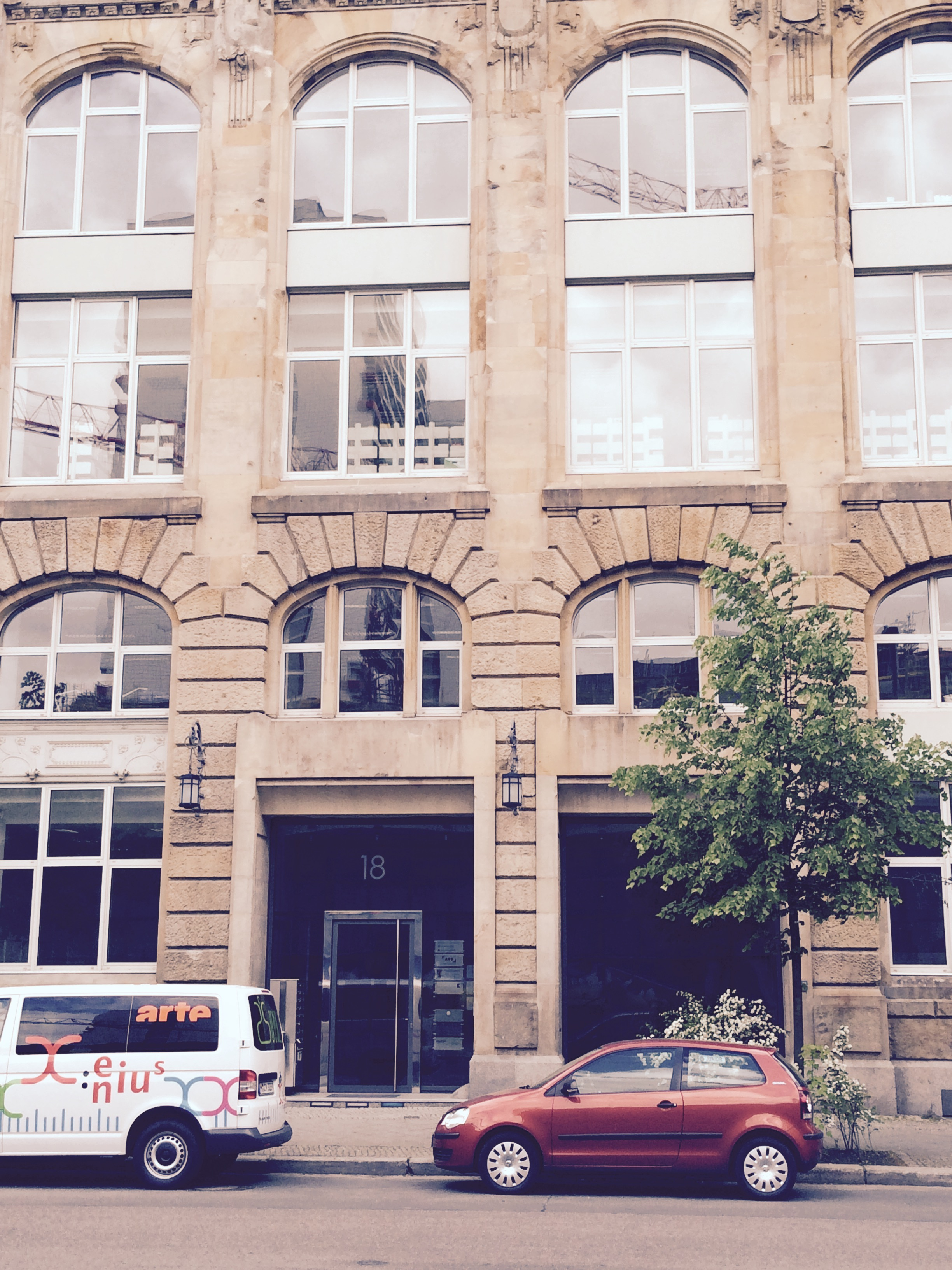
Site de la nouvelle Société Internationale Walter Benjamin, Schützenstraße No 18, Berlin

## Réétablissement
Un discours orienté vers le monde a été lancé par une nouvelle Société Internationale Walter Benjamin à Berlin en 2000. Elle souhaite rassembler „des scientifiques et des lecteurs intéressés du monde entier et organise de grandes conférences tous les deux ans pour Walter Benjamin et sujets associés"

## Remarques
1. ↑  a cf. Keith Melville: "Les communes dans la contre-culture. Origines, théories, styles de vie." Morrow & Co, New York, 1972, p.102-149.
2. ↑   a cf. le manifeste concerné: Natias Neutert Mit Walter Benjamin ! Manifeste poeto-philosophisches zur Gründung der Internationalen Walter Benjamin Gesellschaft. Verlag Copyleft, Hambourg 1968, p. 6.
3. ↑   a cf Natias Neutert: "Let It Rock !" dans: Frankfurter Rundschau Nr. 228, 2 octobre 1970.
4. ↑  Helmut Salzinger : "Rock Power oder Wie musikalisch ist die Revolution ?" (Un essai sur la musique pop et la contre-culture) Reinbek bei Hambourg 1972.  (ISBN 3436015318)
5. ↑   a cf. Société internationale Walter Benjamin Société internationale Walter Benjamin